# Capitaine Rob
Capitaine Rob (néerlandais : Kapitein Rob) est une série de bande dessinée réaliste du Néerlandais Pieter Kuhn (nl) dont les 73 épisodes ont été publiés dans le quotidien Het Parool de 1945 à 1966. 
La série a également été traduite en français sous les titre Capitaine Jacques (dans Coq hardi) ou Capitaine Bonvent (dans L'Est-Éclair).
Le capitaine Rob Van Stoerem, aux commandes de son navire, vit des aventures tout autour de la planète.